# Buthacus arenicola
Buthacus arenicola je druh štíra, který se vyskytuje výhradně v pouštích v oblastech Alžírska, Egypta, Libye, Palestiny, Sýrie a Tuniska. Pro život v pouštích je dokonale přizpůsoben. Obvykle dorůstá velikosti od 50 do 70 mm. Je velmi dobře uzpůsoben pohybu v písku, kdy jeho pohyb dělá dojem, že pískem proplouvá. Bodnutí je nebezpečné. K chovu je třeba terárium o rozměrech 20 × 20 × 20 cm.
Je náchylný k plísním. Jedná se o velmi vzácně chovaný druh štíra, který vyžaduje vyšší teplotu a velmi nízkou vlhkost.